# رينزي فيج
رينزي فيج (بالهولندية: Renze Fij) (26 سبتمبر 1992 بأنسخديه في هولندا - ) هو لاعب كرة قدم هولندي في مركز حراسة المرمى. لعب مع غو أهد إيغلز ونادي غرونينغن وهيراكليس ألميلو ونادي فيندام.

## روابط خارجية
- رينزي فيج على موقع اتحاد النرويج (النرويجية)
- رينزي فيج على موقع قاعدة بيانات كرة القدم.إي يو (الإنجليزية)
- رينزي فيج على موقع Soccerway.com (الإنجليزية)
- رينزي فيج على موقع عالم كرة القدم.نت (الإنجليزية)